# Grozăvești, Neamț
Grozăvești este un sat în comuna Hangu din județul Neamț, Moldova, România. Satul a apărut în 1960, în urma lucrărilor de la barajul Bicaz.